# Blue Springs (Alabama)
|  | Dieser Artikel wurde aufgrund von inhaltlichen Mängeln auf der Qualitätssicherungsseite des Projektes USA eingetragen. Hilf mit, die Qualität dieses Artikels auf ein akzeptables Niveau zu bringen, und beteilige dich an der Diskussion! Eine nähere Beschreibung der zu behebenden Mängel fehlt. |

Blue Springs ist eine Stadt im Barbour County im US-amerikanischen Bundesstaat Alabama. Das U.S. Census Bureau hat bei der Volkszählung 2020 eine Einwohnerzahl von 84 ermittelt. Der Ort hat eine Gesamtfläche vom 7,5 km².

## Geographie
Blue Springs liegt im Südosten Alabamas im Süden der Vereinigten Staaten. Das Stadtgebiet besteht fast zur Hälfte aus dem 42 ha großen Blue Springs State Park. Der Ort liegt etwa 35 Kilometer westlich der Grenze zu Georgia und des 183 Quadratkilometer großen Walter F. George Lake.
Nahegelegene Orte sind unter anderem Clio (5 km nordwestlich), Louisville (11 km nördlich), Bakerhill (18 km nordöstlich) und Abbeville (20 km südöstlich). Die nächste größere Stadt ist mit 205.000 Einwohnern die etwa 90 Kilometer nordwestlich entfernt gelegene Hauptstadt Alabamas, Montgomery.

## Geschichte
Benannt wurde der Ort in Anlehnung an die nahegelegenen Wasserquellen. 1902 wurde ein Postamt errichtet.

## Verkehr
Vom Westen in den Osten der Stadt führt die Alabama State Route 10, die etwa 21 Kilometer östlich einen Anschluss an den U.S. Highway 431 sowie 30 Kilometer westlich einen Anschluss an den U.S. Highway 231 herstellt.
Etwa 23 Kilometer nördlich befindet sich der Clayton Municipal Airport, 25 Kilometer östlich der Abbeville Municipal Airport, 26 Kilometer südwestlich der Flughafen Blackwell Field, 27 Kilometer westlich der Brundidge Municipal Airport und 35 Kilometer südlich der Dothan Regional Airport.

## Demographie
Nach der Volkszählung 2000 hatte Blue Springs 121 Einwohner, die sich auf 49 Haushalte und 35 Familien verteilten. Die Bevölkerungsdichte betrug 16,2 Einwohner pro km². 99,17 % der Bevölkerung waren weiß, 0,83 % afroamerikanisch. In 28,6 % der Haushalte lebten Kinder unter 18 Jahren. Das Durchschnittseinkommen pro Haushalt war 38000 Dollar, 4,3 % der Bevölkerung lebten unterhalb der Armutsgrenze.
Bis zur Volkszählung 2010 sank die Einwohnerzahl auf 96.